# Беффруа (Дюнкерк)
Беффруа в Дюнкерке (фр. Beffroi de Dunkerque) — бывшая колокольня церкви Святого Элигия.
Изначально соединённая с церковью, она представляет собой кирпичную башню в готическом стиле высотой 58 м. Колокольня датируется 1440 годом (в некоторых источниках — 1450), построена на месте старой сторожевой башни. В 1782 году колокольня была отделена от церкви, сегодня их разделяет дорога.
В 1835 году беффруа была завершена, а в 1840 году признана историческим памятником (сама церковь — с 1916 года). 15 апреля 1923 года у башни был установлен кенотаф в память о погибших в Первой мировой войне, его автором быль Пьер Фритель. С 1962 года в башне стоят 48 колоколов. В верхней части на каждой из сторон установлены часы.
С 2005 года беффруа в Дюнкерке в составе объекта Всемирного наследия ЮНЕСКО беффруа Бельгии и Франции.